# Julia Frank
Julia Frank (* 8. Juni 1975 in Frankfurt am Main) ist eine deutsche Politikerin (Bündnis 90/Die Grünen). Sie ist seit März 2025 Landesvorsitzende von Bündnis 90/Die Grünen Hessen.

## Leben
Frank wuchs zunächst im Taunus und später in Frankfurt auf. Sie legte das Abitur an der Carl-Schurz-Schule in Frankfurt-Sachsenhausen ab. Von 1997 bis 2003 war sie für die Konzertagentur von Marek Lieberberg tätig. Seit 2004 ist sie für die Wizard Promotions Konzertagentur GmbH tätig.
Von 2021 bis 2025 war Frank Mitglied der Stadtverordnetenversammlung von Frankfurt und des Ortsbeirats von Frankfurt-Nieder-Eschbach. Außerdem war sie von 2021 bis 2025 Co-Kreisvorsitzende der Frankfurter Grünen.
Am 15. März 2025 wurde Frank gemeinsam mit Anna Lührmann zur Landesvorsitzenden von Bündnis 90/Die Grünen Hessen gewählt. Sie wird dem linken Flügel ihrer Partei zugerechnet.
Frank ist Mutter zweier Kinder.